# عبد الله بن عبد القادر سلطان
عبد الله بن عبد القادر بن محمد بن صالح الشهير بـسلطان (1847 - 1910) (1264 - 1328 هـ) فقيه مسلم ومدرس ديني وشاعر سوري. ولد في حلب ونشأ فيها وعمل مدرّسًا، وانتخب لعضوية محكمة‌ الحقوق. نظم الشعر، وله في الموشّحات أدوار جيّدة. له أيضًا مؤلفات عدة في الفقه وعلوم الأدب واللغة والحواشي والرسائل.

## سيرته
ولد عبد الله بن عبد القادر بن محمد بن صالح الشهير بسلطان في حلب سنة 1264 هـ/ 1847 م ونشأ بها. التحق بالمدرسة الإسماعيلية، فتعلم قراءة القرآن والكتابة، وتلقى علوم وفنون عصره، على يد والده، مفتي حلب وعلى علماء آخرين.
انتقل إلى مصر في 1864 وجاور بالأزهر متعلمًا زهاء عشر سنوات، وأجازه بعض علماء الأزهر، ثم عاد إلى حلب في 1873 فتعلم التركية وقليلاً من الفرنسية.
عمل مدرسًا في مدرسة آبائه، ومحدثًا في الجامع الأموي بحلب في قاعة بني العشائر، ثم عين أستاذًا للغة العربية في المكتب السلطاني بحلب في 1890. كان عضوًا في مجلس المعارف، وعضوًا في محكمة الحقوق والجزاء نحو عشرين عامًا.

توفي عبد الله سلطان في مسقط رأسه سنة 1328 هـ/ 1910 م.

## شعره
ذكره عبد العزيز البابطين في معجمه وقال عن أسلوبه «شعره قليل، أكثره في النسيب، يميل فيه إلى التشطير والتخميس، وله كثير من القصائد في هذا الباب، ودع فيها رفقاءه في الأزهر عند عودته إلى حلب، وله موشح على طريقة أهل الأندلس تتنوع فيه الأوزان والقوافي تبعًا للأدوار والتزامًا بالمطالع والأقفال.»

## مؤلفاته
- رسائل في الفروض العينية
- المباحات
- المكروهات
- السنن المؤكدة والمستحبة
- حاشية على متن التهذيب في المنطق
- حاشيتان كبرى وصغرى على إيساغوجي في المنطق